# Hassi Etile
Hassi Etile è uno dei dieci comuni del dipartimento di Néma, situato nella regione di Hodh-Charghi in Mauritania. Nel censimento della popolazione del 2000 contava 5.950 abitanti.